# Caesia alpina
Caesia alpina är en grästrädsväxtart som beskrevs av Joseph Dalton Hooker. Caesia alpina ingår i släktet Caesia och familjen grästrädsväxter. Inga underarter finns listade i Catalogue of Life.